# Zygia dinizii
Zygia dinizii là một loài thực vật có hoa trong họ Đậu. Loài này được (Ducke) D.A. Neill, G.P. Lewis & Klitgaard miêu tả khoa học đầu tiên năm 1999.